# Chi ha ucciso la signora Dearly?
Chi ha ucciso la signora Dearly? (Drowning Mona) è un film commedia gialla del 2000 scritta da Peter Steinfeld e diretta da Nick Gomez.

## Trama
A Verplanck, piccolo paese sito nello stato di New York, la bisbetica ed estremamente impopolare Mona Dearly muore annegata, dopo essere finita con la macchina in un lago. Il capo della polizia Wyatt Rash apre le indagini dopo aver scoperto che il sistema frenante dell'auto era stato manomesso. Nel corso delle indagini, però, il numero dei sospetti si allarga progressivamente, in quanto erano in molti a non rimpiangere l'antipaticissima signora Dearly, a cominciare dal suo futuro genero Bobby Calzone, convinto egli stesso di essere l'assassino della donna.

## Automobili
La maggior parte delle autovetture presenti nel film sono delle Zastava Yugo con targhe personalizzate (le vanity plates statunitensi); la presenza e numerosità delle Yugo viene giustificata all'inizio del film.

## Accoglienza
Su Rotten Tomatoes, il film ha una valutazione del 29% basata su 76 recensioni e una valutazione media di 4,41/10.

## Botteghino
Al botteghino nordamericano, il film ha debuttato al 4º posto incassando circa 5,8 milioni di dollari nel suo weekend di apertura dietro Il mio cane Skip, Sai che c'è di nuovo? (The Next Best Thing) e FBI: Protezione testimoni (The Whole Nine Yards). Alla fine, il film ha incassato complessivamente 15,9 milioni di dollari per un budget di 16 milioni di dollari.